# Union baptiste de Norvège
L’Union baptiste de Norvège (norvégien : Det Norske Baptistsamfunn)  est une association chrétienne évangélique d'églises baptistes en Norvège.  Elle est affiliée à l’Alliance baptiste mondiale. Son siège est situé à Stabekk, Bærum. 

## Histoire

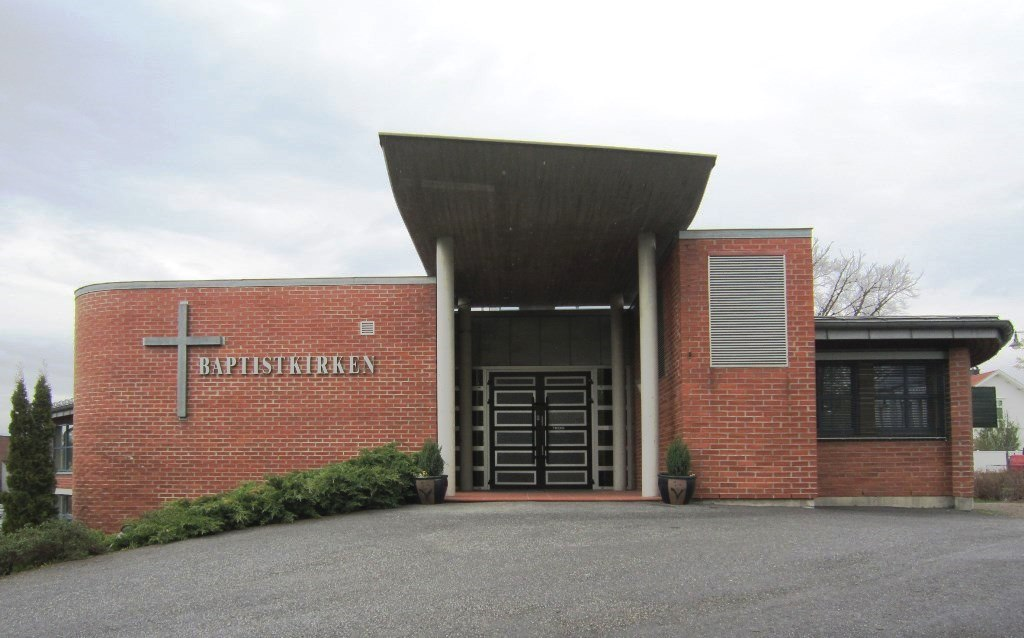
Église baptiste de Skien.

L’Union baptiste de Norvège a ses origines dans une mission de missionnaires danois et suédois qui ont établi la première église baptiste en 1860 à Larvik.  Elle est officiellement fondée en 1879 .  Selon un recensement de l’association, en 2023 elle disait avoir 103 églises et 6,651 membres.